# Handwerkskammer Dresden

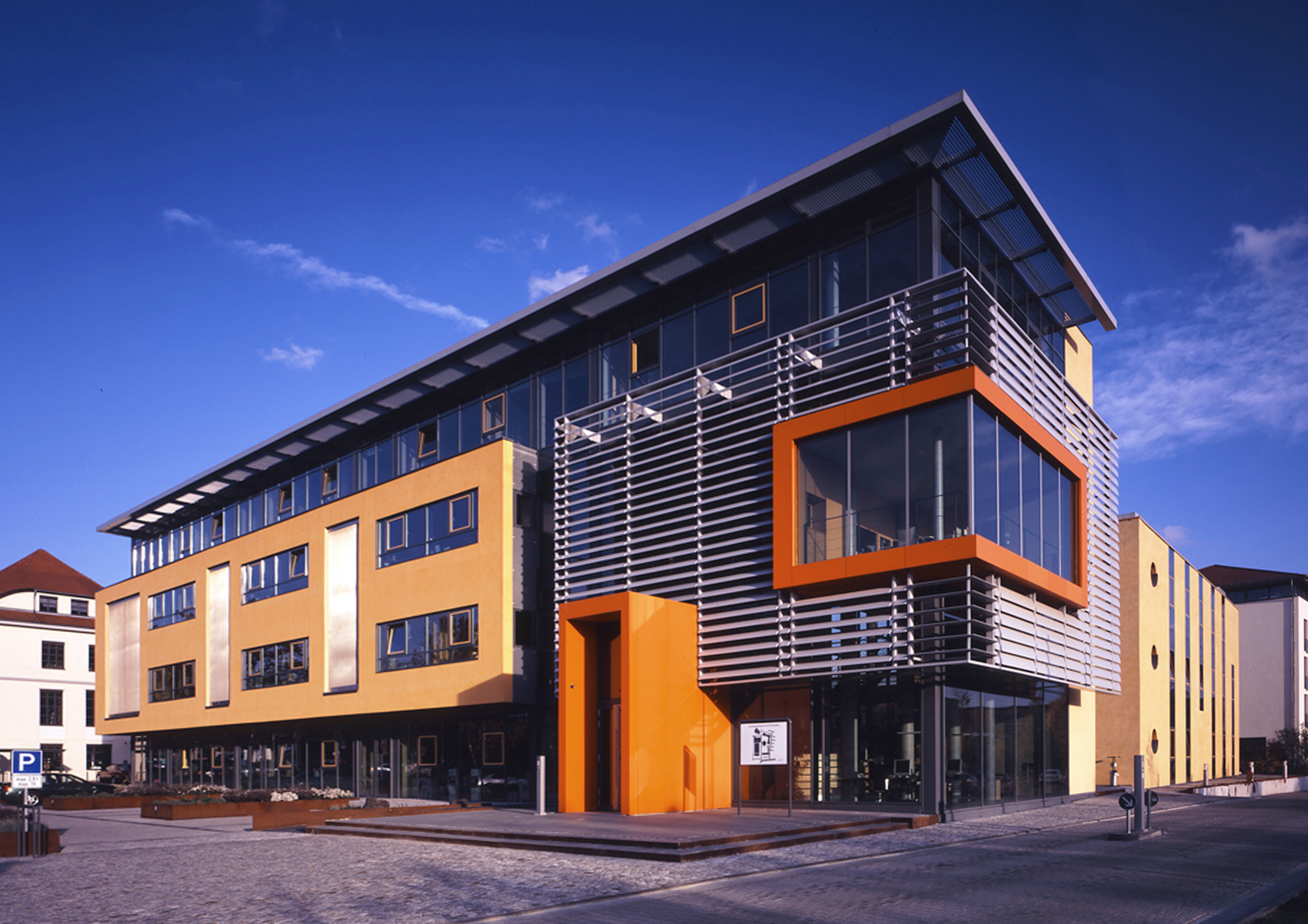
Die Handwerkskammer Dresden befindet sich im Industriegelände der Albertstadt im Dresdner Norden.

Die Handwerkskammer Dresden ist eine von drei Handwerkskammern in Sachsen und eine von 53 Handwerkskammern in der Bundesrepublik Deutschland. Die Handwerkskammer Dresden ist eine als Körperschaft des öffentlichen Rechts organisierte Selbstverwaltungseinrichtung. Im Kammerbezirk Dresden, zu dem die Kreise Görlitz, Bautzen, Meißen, Sächsische Schweiz-Osterzgebirge sowie die Landeshauptstadt Dresden gehören, sind aktuell rund 21.000 Handwerksbetriebe (Stand 2023) registriert. Im ostsächsischen Handwerk sind etwa 120.000 Beschäftigte und etwa 5.600 Lehrlinge tätig (Stand 2021). Damit ist die Handwerkskammer Dresden die mitgliederstärkste (Anzahl der Betriebe und ihrer Mitarbeiter) Handwerkskammer in Ostdeutschland.

## Geschichte
1862 wurde die Handels- und Gewerbekammer Dresden gegründet, aus der später die Handwerkskammer Dresden hervorging.
1897 wurde im damaligen Deutschen Kaiserreich das Handwerksgesetz erlassen. Es beinhaltete unter anderem die Bildung von öffentlich-rechtlichen Körperschaften zur Vertretung des Handwerks – die Handwerkskammern.
Das Handwerksgesetz trat zum 1. April 1900 in Kraft. Daraufhin gründeten sich überall im Deutschen Reich Handwerkskammern. Nur Bremen, Hamburg, Lübeck und Sachsen betrauten ihre Gewerbekammern mit den Funktionen einer Handwerkskammer. Aufgrund gestiegenen Bedarfs ließ die Gewerbekammer während des Ersten Weltkriegs einen Verwaltungsbau an der Grunaer Straße errichten.
Unmittelbar nach Hitlers Machtergreifung im Januar 1933 wurde das damals so genannte Führerprinzip im Handwerk verankert. Das bedeutete, dass in allen Bereichen der Handwerksorganisationen die Führungspositionen durch NSDAP-Mitglieder besetzt wurden. Mit der „Dritten Verordnung über den vorläufigen Aufbau des deutschen Handwerks“ erfolgte am 18. Januar 1935 die Einführung des Großen Befähigungsnachweises mit dem Meisterbrief als Voraussetzung für die selbständige Betätigung im Handwerk und die Ausbildung von Lehrlingen. Am 31. März 1935 wurden die Gewerbekammern geschlossen und drei Handwerkskammern in Sachsen errichtet: Chemnitz, Dresden und Leipzig.
In der Zeit des Nationalsozialismus wurden die Handwerkskammern komplett dem Staatsapparat und dessen Zielen untergeordnet. Die Selbstverwaltung im Handwerk wurde abgeschafft. Mit der Auflösung des Deutschen Handwerks- und Gewerbekammertages im April 1943 erfolgte die Eingliederung der Kammern in die Reichswirtschaftskammer unter Aufsicht des Reichswirtschaftsministers.
In der DDR hatten die Handwerkskammern weiter Bestand, jedoch in veränderter Form. Am 20. August 1953 erließ die Regierung eine „Verordnung über die Umbildung der Vertretungen des Handwerks“. Die Landeshandwerkskammern wurden aufgelöst und Bezirkshandwerkskammern gebildet. Die Aufsicht über die Kammern hatten die Bezirksregierungen, eine Selbstverwaltung gab es nicht. Der Tätigkeitsbereich der Handwerkskammern in der DDR beschränkte sich auf administrative Aufgaben wie z. B. die Mitwirkung an der Erfüllung der Planwirtschaft.
Die politischen Umwälzungen im Herbst des Jahres 1989 schufen den Boden für eine grundlegende Neuorganisation des Handwerks und seiner Befreiung vom Zwang der Planwirtschaft. Noch vor der Wiedervereinigung der beiden deutschen Staaten schloss sich das Deutsche Handwerk am 21. Juni 1990 im sächsischen Zwickau zusammen. Auf der Vollversammlung des Zentralverbandes Deutsches Handwerk (ZDH) und des Deutschen Handwerkskammertages (DHKT) am 26. November 1990 in Nürnberg folgte der formale Beitritt der ostdeutschen Handwerkskammern – also auch der Dresdner Handwerkskammer – zum ZDH und DHKT.
Im April und Mai 1990 wurden in freien und demokratischen Wahlen die Präsidenten und Vorstände der ostdeutschen Kammern gewählt.  Am 19. Mai 1990 wurde Wolfgang Wilhelm erster Präsident der Handwerkskammer Dresden nach dem Mauerfall. Am 19. Juni fand die erste Tagung der Vollversammlung der Handwerkskammer Dresden statt.
Von 2002 bis 2012 lenkte Claus Dittrich als Präsident die Geschicke der Handwerkskammer Dresden; 2012 übernahm dessen Sohn Jörg Dittrich dieses Amt.

## Sitz
Der Sitz der Handwerkskammer Dresden ist in der sächsischen Landeshauptstadt Dresden. Im Jahr 2003 zog die Kammer vom Zentrum der Stadt in das Industriegelände der Albertstadt im Dresdner Norden. Auf dem Areal Am Lagerplatz 8 in Dresden befindet sich zudem njumii – das Bildungszentrum des Handwerks sowie das Gästehaus der Handwerkskammer Dresden.

## Handwerksorganisation

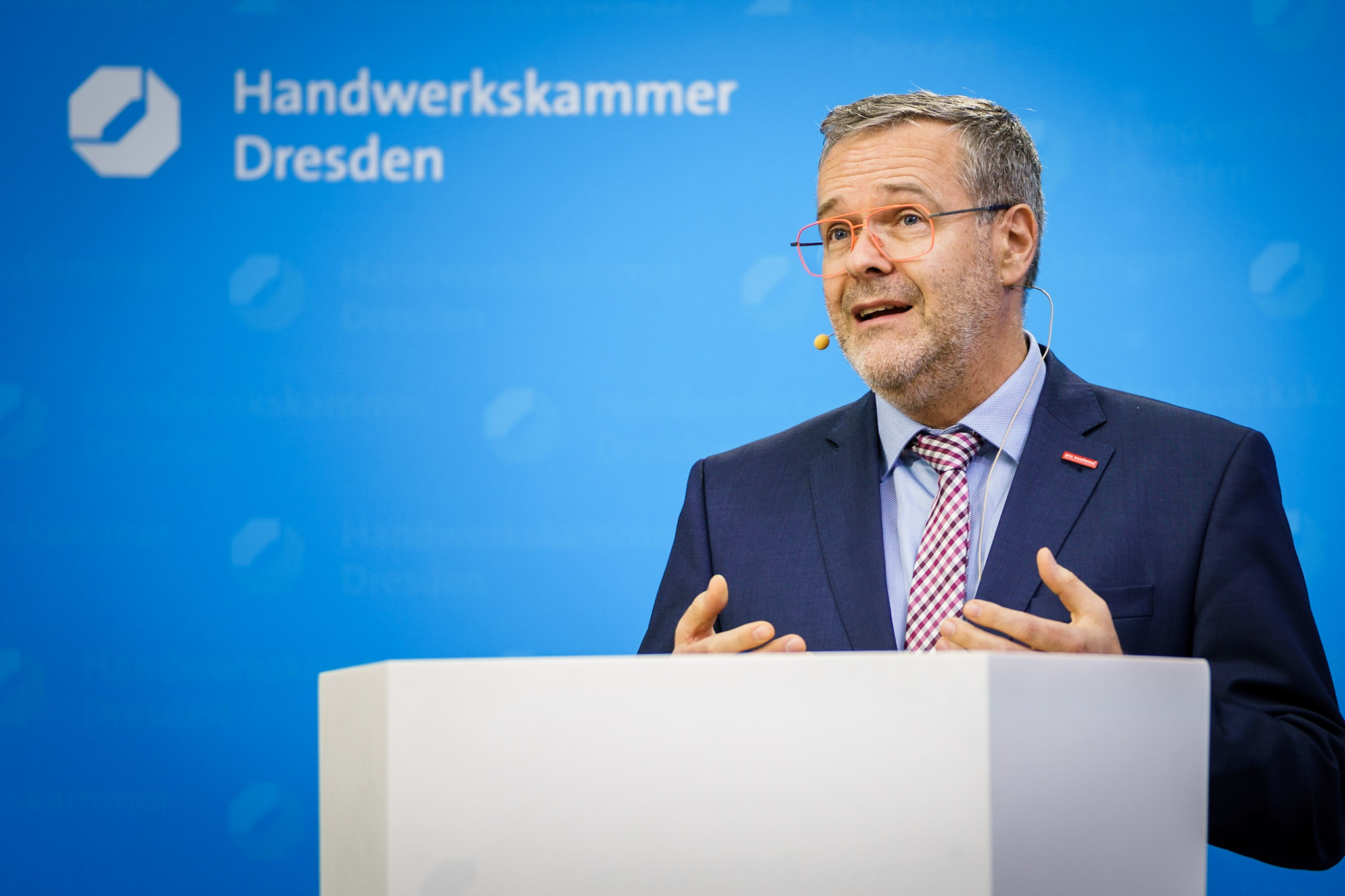
Dachdeckermeister Jörg Dittrich ist seit 2012 Präsident der Handwerkskammer Dresden.

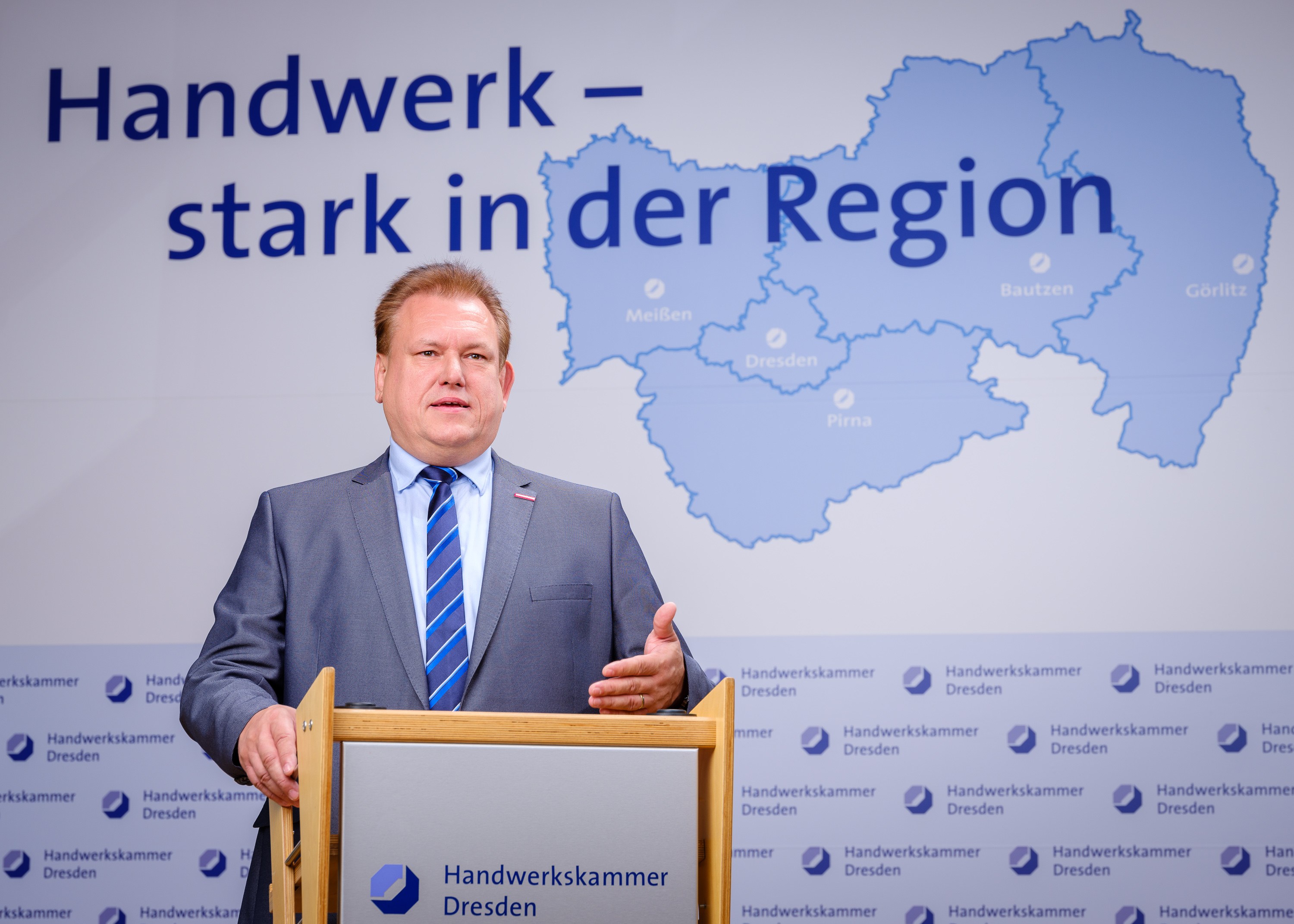
Andreas Brzezinski ist Hauptgeschäftsführer der Handwerkskammer Dresden.

Zum Kammerbezirk Dresden, der identisch ist mit dem Territorium der ehemaligen Landesdirektion Dresden, gehören die kreisfreie Stadt Dresden sowie die Landkreise Bautzen, Görlitz, Meißen und Sächsische Schweiz-Osterzgebirge.
Im Kammerbezirk ist das Handwerk organisiert in den fünf Kreishandwerkerschaften Dresden, Bautzen, Görlitz, Meißen und Südsachsen sowie in gewerkspezifischen Innungen.
Die Handwerkskammer Dresden ist u. a. Mitglied im Zentralverband des Deutschen Handwerks sowie im Sächsischen Handwerkstag.
Vertreten wird die Handwerkskammer Dresden durch den Präsidenten Jörg Dittrich und den Hauptgeschäftsführer Andreas Brzezinski.

## Ehrenamt und Hauptamt
Die gewählte Vollversammlung besteht aus 26 Arbeitgeber-Vertretern und 13 Arbeitnehmer-Vertretern. Sie bildet das oberste Beschlussorgan aller selbständigen Handwerker im Kammerbezirk und der im Handwerk beschäftigten Gesellen und anderen Arbeitnehmer. Die Vollversammlung wählt aus ihrer Mitte den Vorstand, bestehend aus sechs Arbeitgeber- und drei Arbeitnehmervertretern.
Dem Vorstand obliegt laut Satzung die Leitung. Die von der Handwerkskammer zu erfüllenden Aufgaben werden vom Vorstand wahrgenommen, soweit nicht aufgrund gesetzlicher Vorschriften oder Satzungsbestimmungen oder eines Beschlusses der Vollversammlung die Aufgaben anderen Organen der Handwerkskammer übertragen sind.
Das Hauptamt der Handwerkskammer Dresden arbeitet im Auftrag der Vollversammlung. An der Spitze des Hauptamtes ist die Geschäftsführung mit dem Hauptgeschäftsführer. Die Geschäfte der Kammer werden nach Weisung des Vorstandes vom Hauptgeschäftsführer und unter seiner Leitung von weiteren nach Bedarf angestellten Mitarbeitern geführt.
Das Hauptamt unterteilt sich in fünf Bereiche:
- Berufsbildung
- Bildungszentren
- Organisation/Finanzen
- Recht und Steuern
- Wirtschaftsförderung und -beratung

## Aufgaben

### Selbstverwaltung
Die Handwerkskammer Dresden als Selbstverwaltungseinrichtung des Handwerks übernimmt zum einen hoheitliche Aufgaben in ihrem Kammerbezirk (z. B. Führung der Handwerksrolle, Regelung der Berufsausbildung, Führung der Lehrlingsrolle, Einrichten von Prüfungsausschüssen, Erlassen und Überarbeiten von Meister- und Gesellenprüfungsordnungen).
Darüber hinaus übt die Handwerkskammer die Rechtsaufsicht über die Innungen aus. Sie überprüft hierzu regelmäßig die Beschlüsse und Maßnahmen der Innungen, sie entsendet turnusmäßig Beauftragte zu deren Sitzungen und steht in engem Kontakt mit den Innungs-Geschäftsstellen.

### Interessenvertretung
Die Handwerkskammer Dresden vertritt die Interessen von rund 22.300 Mitgliedsbetrieben, 120.000 Beschäftigten und 5.600 Lehrlingen im Kammerbezirk. Ziel von Ehrenamt und Hauptamt ist es, das Handwerk als Rückgrat des sächsischen Mittelstands nachhaltig zu stärken.
Die Handwerkskammer Dresden wirkt an Gesetzesinitiativen mit, nimmt schriftlich und vertreten durch den Präsidenten und Hauptgeschäftsführer bei Anhörungen zu allen handwerksrelevanten Gesetzesentwürfen Stellung und bringt eigene Vorschläge zur Verbesserung der politischen und wirtschaftlichen Rahmenbedingungen ein.
Die Kammer pflegt den Kontakt zu den Vertretern von Parlamenten und Behörden, führt Wirtschaftsbeobachtungen und -recherchen durch, erstellt daraus Statistiken und Konjunkturberichte und unterstützt das Handwerk durch eine umfangreiche Presse- und Öffentlichkeitsarbeit.

### Beratung
Experten der Handwerkskammer Dresden stehen mit ihrem Wissen und ihrer Erfahrung allen Mitgliedsbetrieben zur Verfügung. Das umfangreiche Serviceangebot bietet Beratungen unter anderem zu Sachverständigen, Existenzgründung, Nachfolge, Ausbildung, Umweltschutz, Finanzierung, Rechtsfragen, technischen und betriebswirtschaftlichen Themen sowie zu Messen und Ausstellungen.
Die Beratung in Bezug auf die Ausbildung richtet sich an Betriebe, Ausbilder, Lehrlinge, Eltern, Lehrer und Schüler gleichermaßen. In drei Bildungsstätten stehen Gesellen und Meistern sowie technischen und kaufmännischen Führungskräften qualitativ hochwertige Lehrgänge zur Weiterbildung und Qualifizierung zur Verfügung.
Beratungen werden in vier großen Bereichen angeboten:
- Ausbildungsberatung
- Beratung zu Weiterbildungsangeboten/Karrierewegplanung
- Betriebsberatung
- Rechtsberatung

Daneben gibt es spezifische Bereiche:
- Außenwirtschaft
- Existenzgründung
- Innovation/Technologie
- Messen/Ausstellungen
- EDV/Technik
- Börsen für Kooperationen und Betriebsvermittlungen
- Bewältigung von Krisen im Unternehmen
- Unternehmenssicherung
- Kostenrechnung und Kalkulation

### Berufsausbildung / Weiterbildung

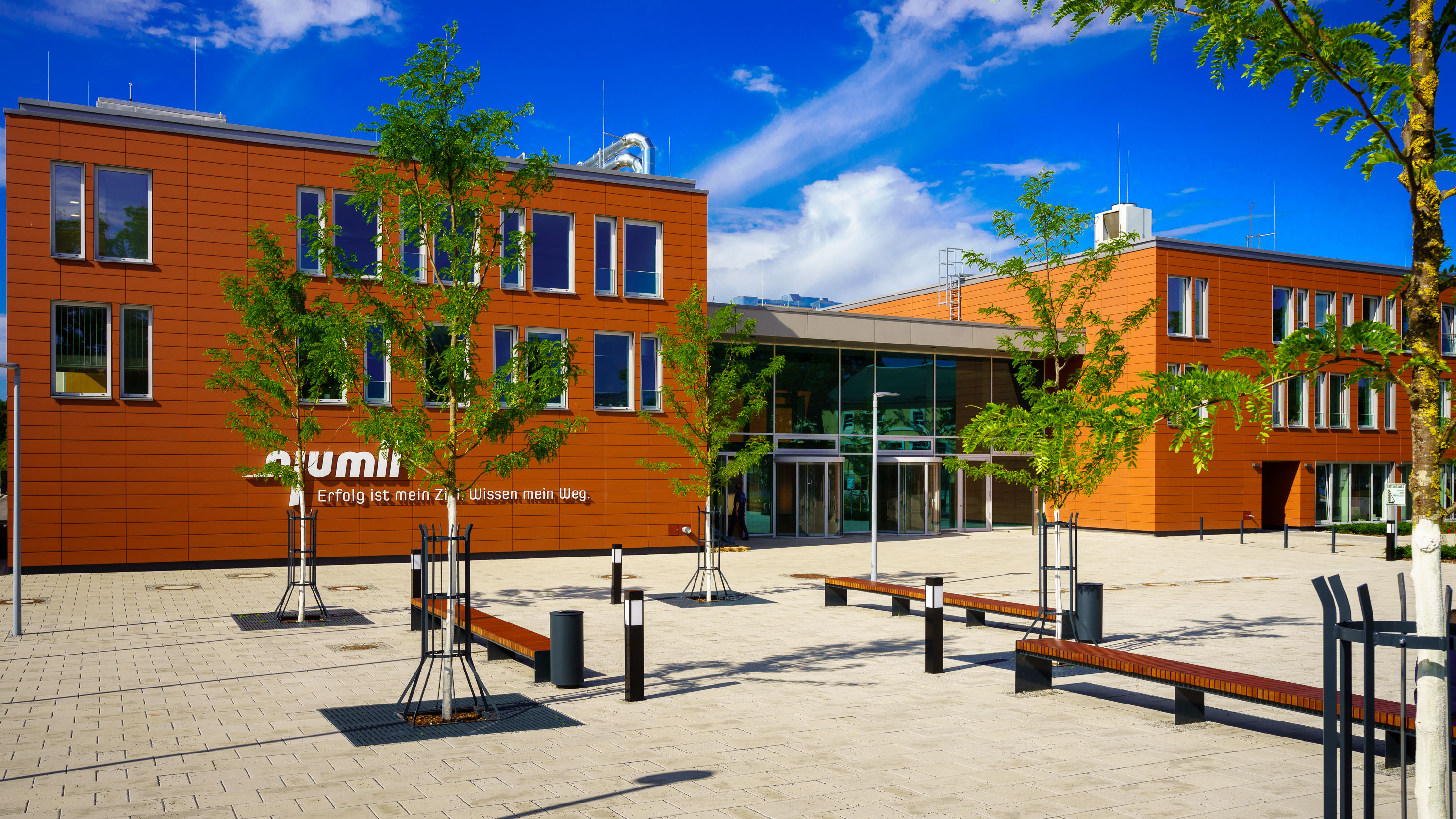
njumii – das Bildungszentrum des Handwerks in Dresden.

In njumii – das Bildungszentrum des Handwerks finden die Aus- und Weiterbildung von Lehrlingen, Gesellen, Meistern und Führungskräften im Handwerk statt. Dazu gehören die Überbetriebliche Lehrlingsunterweisung (ÜLU), die Meisterausbildung, gewerkespezifische Fortbildungen sowie berufliche Qualifizierungen wie z. B. zum Gebäudeenergieberater (HWK), zum Fachwirt für Gebäudemanagement (HWK), zum Vorarbeiter, zur Fachkraft für Holz- und Bautenschutz oder zum Geprüften Betriebswirt (HwO) und ein berufsbegleitendes Studienangebot.
Handwerkliche und betriebswirtschaftliche Kenntnisse werden in folgenden Bereichen vermittelt:
- Bautechnik/Energieeffizienz
- EDV/Elektrotechnik/Informationstechnik
- Holz- und Farbtechnik/Textil/Raumausstattung
- Metall-/SHK-Technik,
- Unternehmensführung
- Zahntechnik

Die Bildungszentren der Handwerkskammer Dresden arbeiten seit 2006 mit einem Qualitätsmanagementsystem nach DIN EN ISO 9001:2000, zertifiziert durch die Gesellschaft zur Zertifizierung von Qualitätsmanagementsystemen von Dienstleistungsunternehmen mbH (GZBB).

#### Meisterausbildung
Nach der Gesellenprüfung können Handwerker sofort mit der Meisterausbildung beginnen. Die Meisterkurse gliedern sich in jeweils vier Teile: Fachpraxis (Teil I), Fachtheorie (Teil II), Betriebswirtschaft (Teil III), Berufs- und Arbeitspädagogik (Teil IV). Teil I Fachpraxis und Teil II Fachtheorie der meisterausbildung Meisterausbildung wird in njumii – das Bildungszentrum des Handwerks für 24 Gewerke angeboten:
- Meister im Dachdeckerhandwerk
- Meister im Elektrotechnikerhandwerk
- Meister im Fahrzeuglackiererhandwerk
- Meister im Feinwerkmechanikerhandwerk
- Meister im Fliesen-, Platten- und Mosaiklegerhandwerk
- Meister im Gerüstbauerhandwerk
- Meister im Gold- und Silberschmiedehandwerk
- Meister im Informationstechnikerhandwerk
- Meister im Installateur- und Heizungsbauerhandwerk
- Meister im Klempnerhandwerk
- Meister im Kosmetik-Gewerbe
- Meister im Landmaschinenmechanikerhandwerk
- Meister im Maler- und Lackiererhandwerk
- Meister im Maßschneiderhandwerk
- Meister im Maurer- und Betonbauerhandwerk
- Meister im Metallbauerhandwerk
- Meister im Ofen- und Luftheizungsbauerhandwerk
- Meister im Raumausstatterhandwerk
- Meister im Rollladen- und Sonnenschutztechnikerhandwerk
- Meister im Schilder- und Lichtreklameherstellerhandwerk
- Meister im Tischlerhandwerk
- Meister im Uhrmacherhandwerk
- Meister im Zahntechnikerhandwerk
- Meister im Zimmererhandwerk

Die Seminare zu Teil III „Geprüfter Fachmann für kaufmännische Betriebsführung (HwO)“ und Teil IV „Ausbildereignung nach AEVO“ sind für alle Interessierten offen.

#### Kompetenzzentren
In njumii – das Bildungszentrum des Handwerks in Dresden befinden sich auch die Werkstätten der Schweißtechnischen Lehranstalt (SL) der Handwerkskammer Dresden. Die SL zählt zu den 14 deutschlandweiten vom Deutschen Verband für Schweißen und verwandte Verfahren e. V. (DVS), zugelassenen Bildungseinrichtungen. Es ist hier u. a. die Qualifizierung zum Internationalen Schweißfachmann (IWS) und zum Internationalen Schweißpraktiker (IWP) möglich.
Außerdem ist in njumii – das Bildungszentrum des Handwerks das Energie-Effizienz-Zentrum für Gebäude (EEZ) untergebracht. Dieses ist darauf ausgerichtet, Kompetenzen zum energiebewussten und umweltverträglichen Bauen in handwerkliche Tätigkeits- und Geschäftsfelder zu vermitteln. Das EEZ wirkt seit August 2020 als Kompetenzzentrum nach den Förderrichtlinien der Bundesregierung und ist Teil des bundesweiten KOMZET-Netzwerks.